# 雷高镇
雷高镇，是中华人民共和国广东省湛江市雷州市下辖的一个乡镇级行政单位。

## 行政区划
雷高镇下辖以下地区：
雷高社区、雷高糖厂社区、扶柳村、下尾村、大群村、山前村、黎陈村、山后村、雷高村、肖家村、下园村、南芬村、竹下村、迈生村、官贤村、坑营村、卜枞村、符村、盐田村、题桥村、品题村和西安村。